# ハロルド・ローム
ハロルド・ジェイコブ・ローム (英語: Harold Jacob Rome、1908年5月27日-1993年10月26日) は、アメリカ合衆国の作曲家、作詞家、ミュージカルの脚本家。

## 経歴
コネチカット州ハートフォードで生まれ、地元のダンス・バンドでピアノを演奏し、イェール大学で建築と法律を学びつつ作詞作曲を行なっていた。卒業後、ニューヨークで建築家として働いていたが音楽への興味を持ち続け、複数の地元のバンドの編曲、アディロンダック山地のユダヤ人向け避暑地であるグリーン・マンションズで行われるレヴューの作曲などを行なっていた。当時のロームの音楽の多くは社会を意識したものであり、ブロードウェイのミュージカルの出版社が多く集まっていたティン・パン・アレーからはそれほど興味を持たれなかった。
1937年、時事的レヴュー『Pins and Needles 』の作詞作曲および共同脚本でブロードウェイ・デビューを果たした。当初この作品はサミュエル・ロランド演出による小規模ブロダクションのために執筆されたものであった。2週間上演ののち、当時ストライキをしていた国際婦人服労働組合(ILGWU)のメンバーたちにより上演された。しかしその左翼的テーマにより、ILGWU会長のデイヴィッド・ドゥビンスキーから上演中止を求められた。最終的に上演は多大な成功をおさめ、1,108回上演後閉幕した。1938年、この成功によりジョージ・S・コーフマンとモス・ハートはロームに時事的レヴュー『Sing Out the News 』でのコラボレートを申し入れた。
1949年、フランスのアンリ・ベティ作曲、エディット・ピアフ作詞による『Mais qu’est-ce que j’ai ? 』(1947年)を『What Can I Do ? 』として英語の歌詞を執筆した。
1940年代初頭、レヴューやショーの作曲を行なっていたが、第二次世界大戦後、レヴュー『コール・ミー・ミスター』で成功をおさめた。1952年、ロームにとって初の本格的ミュージカルとなる『Wish You Were Here 』の作詞作曲を行なった。ロームが作曲したブロードウェイ作品にはほかに『ファニー 』(1954年)、『砂塵』(1959年)、バーブラ・ストライサンドのブロードウェイ・デビュー作『あなたには卸値で』(1962年)、人種や宗教を扱った『The Zulu and the Zayda 』(1965年)がある。1965年、ジェラルド・カルヴィ作曲の『La Grosse Valise 』の作詞を行ない、54番街劇場で短期間上演された。
1970年、『風と共に去りぬ』のミュージカル化『スカーレット』を日本人キャストによる東京プロダクションのために作曲した。その後英語版がロンドンとロサンゼルスで上演されたが、あまり成功しなかった。
また『裏窓』(1954年)、『錨を上げて』(1945年)、『万雷の歓呼』、『ブロードウェイ』などの映画でロームの曲が使用されている。
1991年、ミュージカル界に多大な貢献をしたとしてドラマ・デスク・アワード特別賞を受賞した。同年終盤、アメリカ舞台芸術の殿堂に殿堂入りした。
絵画などの芸術収集家でもあった。
1993年、ニューヨークにおいて脳梗塞により85歳で亡くなった。

## 主な上演作品および楽曲
- 1937年: Pins and Needles
- 1946年: コール・ミー・ミスター Call Me Mister
- 1952年: Wish You Were Here
- 1954年: ファニー Fanny
- 1959年: 砂塵 Destry Rides Again
- 1962年: あなたには卸値で I Can Get It for You Wholesale – "Miss Marmelstein", "Who Knows?"
- 1965年: The Zulu and the Zayda